# Atelisita-(Y)
L'atelisita-(Y) és un mineral de la classe dels silicats. Rep el seu nom del grec “atels”, deficient, en al·lusió a la carència de silici del mineral. Va ser descoberta l'any 2008 a Noruega.

## Característiques
L'atelisita-(Y) és un silicat d'itri hidroxilat amb fórmula química Y₄Si₃O₈(OH)₈. Cristal·litza en el sistema tetragonal formant cristalls dipiramidals de fins a 0,3 mm. El seu color varia de marró clar a completament incolora, sent transparent i vítria.

## Formació i jaciments
És un mineral hidrotermal de formació tardana en cavitats de dissolució de la fluorita de tipus niobi-itri-fluor, i en pegmatites de quars-microclina. Sol trobar-se associada a altres minerals com xenotima-(Y), calcioancilita-(Nd) i calcioancilita-(La). La seva localitat tipus és a la pegmatita Stetind, a Tysfjord (Nordland, Noruega), l'únic indret on s'ha trobat fins ara.